# Los Santos de la Humosa
Los Santos de la Humosa è un comune spagnolo di 1 010 abitanti situato nella comunità autonoma di Madrid.